# Тетирлауа
Тетирлауа (рум. Tătârlaua) — село у повіті Алба в Румунії. Входить до складу комуни Четатя-де-Балте.
Село розташоване на відстані 247 км на північний захід від Бухареста, 47 км на схід від Алба-Юлії, 77 км на південний схід від Клуж-Напоки, 127 км на північний захід від Брашова.

## Населення
За даними перепису населення 2002 року у селі проживали 719 осіб.
Національний склад населення села:
| Національність | Кількість осіб | Відсоток |
| -------------- | -------------- | -------- |
| цигани         | 358            | 49,8%    |
| румуни         | 332            | 46,2%    |
| німці          | 28             | 3,9%     |

Рідною мовою назвали:
| Мова      | Кількість осіб | Відсоток |
| --------- | -------------- | -------- |
| румунська | 548            | 76,2%    |
| циганська | 145            | 20,2%    |
| німецька  | 26             | 3,6%     |